# セブンパーク アリオ柏
- セブン&アイ・ホールディングス
  - イトーヨーカ堂 > アリオ > セブンパーク アリオ柏
  - セブン&アイ・クリエイトリンク > アリオ > セブンパーク アリオ柏

セブンパーク アリオ柏（セブンパーク アリオかしわ）は、千葉県柏市に立地するセブン&アイ・ホールディングス傘下のセブン&アイ・クリエイトリンクが運営する複合商業施設である。

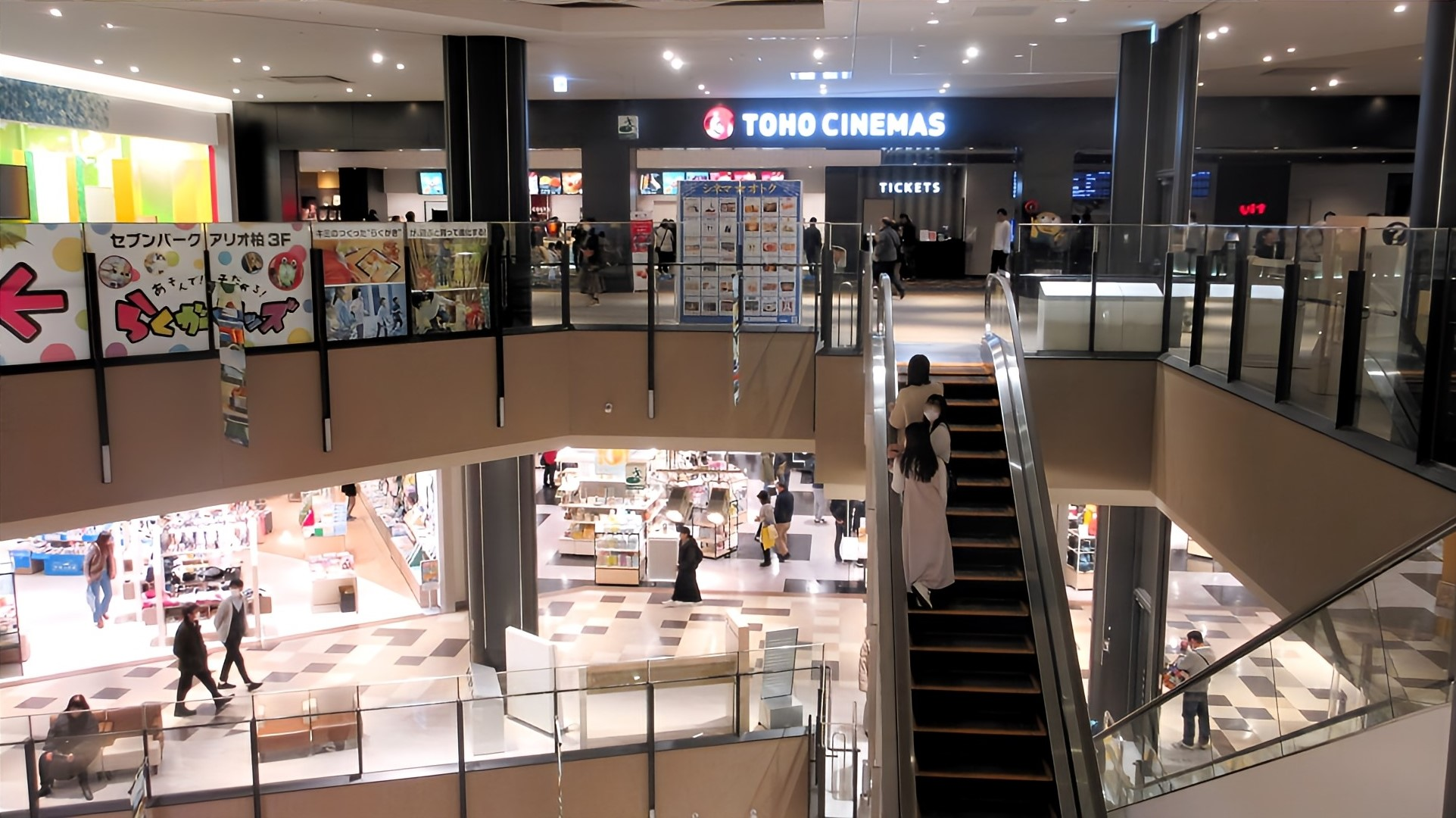
2Fと3F(EAST WING)-TOHOシネマズは3F

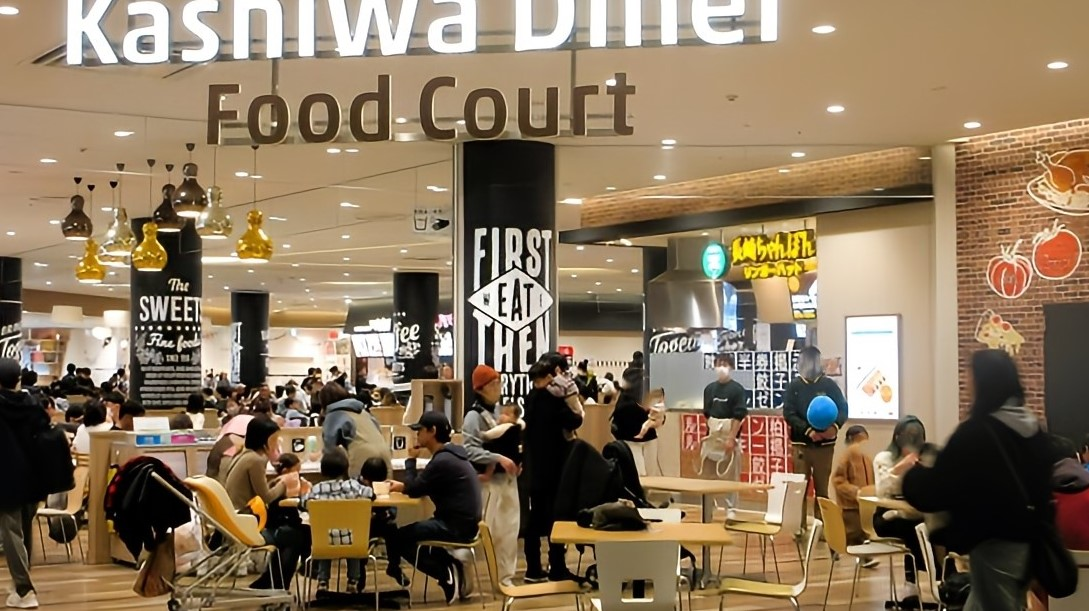
Food-Court

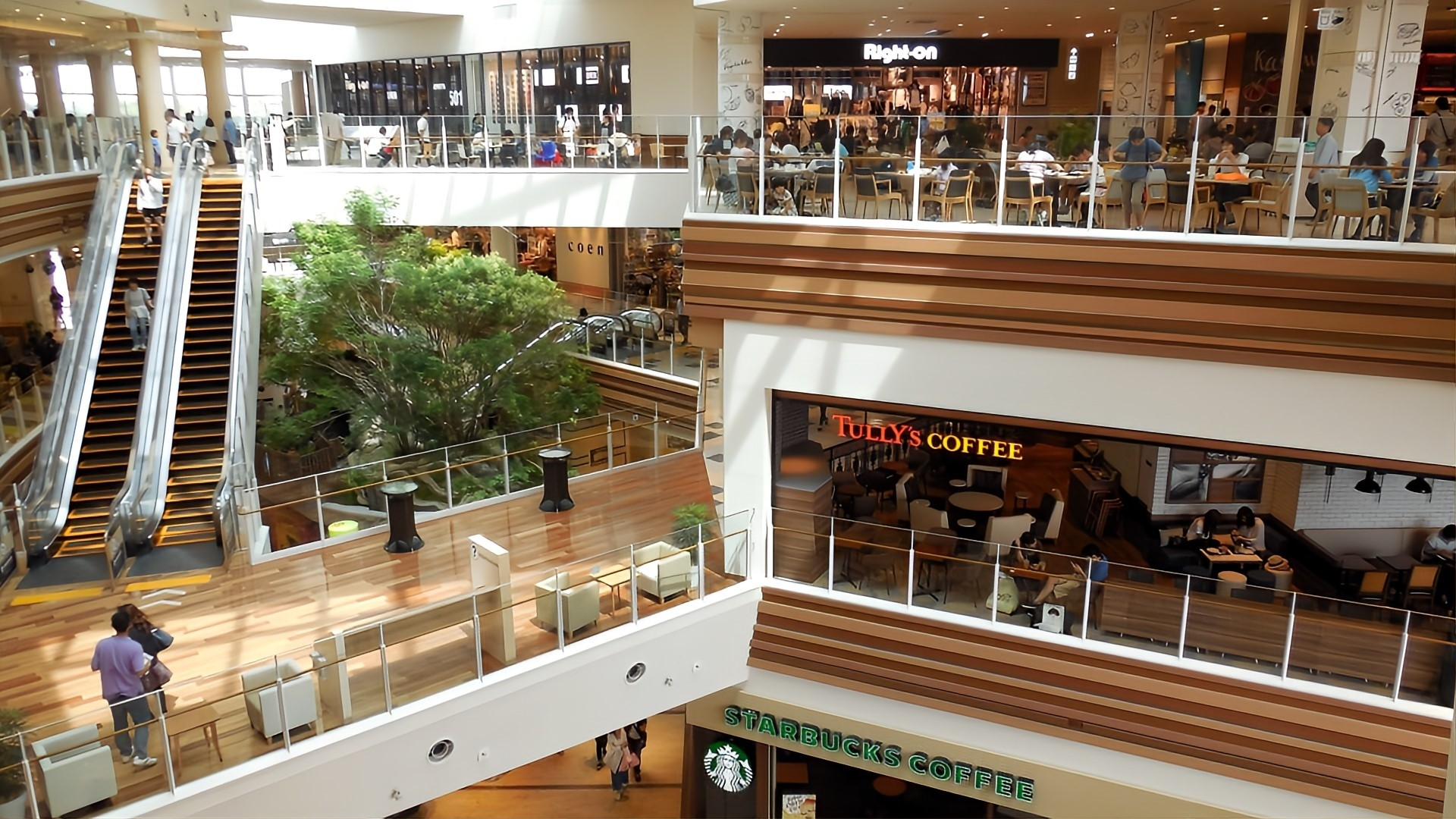
2Fと3F(建物中央部)

## 概要
柏市沼南中央土地区画整理事業の一環として建設され、2016年（平成28年）4月25日オープン（それに先駆け、同年4月21日に地元向けにプレオープン）。
「アリオ」としては、「アリオ市原」に次ぐ18店舗目（千葉県内では3店舗目）となる。一方で、従来の「アリオ」を更に進化させた新業態であり、新たな屋号である「セブンパーク」の第1号店として開業した。かつて昭和初期頃に手賀沼周辺などでのリゾート開発（手賀沼ディズニーランド（実際には計画中止）など）を目指していた歴史があり、その志を受け継いだ「公園と商業が一体となった施設」としている。なお、「セブンパーク」は後に2号店として、2021年（令和3年）11月17日オープンの「セブンパーク天美」（大阪府松原市）がその名称を利用している。
公園ゾーンは「スマイル・パーク」と称され、公園としての機能のほか、野外コンサートやバーベキューができるスペースが設けられる。
1階には「ビッグ・ワンダー（BIG WONDER）」と称されたスペースがあり、ここにはチェスの駒や本などを巨大化したオブジェが設置されたスペースがある。2020年（令和2年）に放送開始した『仮面ライダーセイバー』では、エンディングテーマ内でビッグ・ワンダーが使用されている。
商業施設の内装デザインは、相羽高徳。
2021年（令和3年）には道路を挟んだ東側の隣接地に2階建ての別館を建設し、同年11月19日に「スーパースポーツゼビオ セブンパークアリオ柏店」を開業した。

## テナント
入居テナントの一覧は、公式ホームページおよびプレスリリースを参照。
イトーヨーカドーの売場、セブン&アイ・ホールディングス系列の専門店、そごう・西武の食料品を中心とした小型店（西武・そごう柏ショップ）などが出店している。
このうちイトーヨーカドーは開業当初1階から3階までに食料品・衣料・生活雑貨など総合スーパーとして出店していたが、イトーヨーカ堂のアパレル事業撤退発表に先駆けて2階衣料品売場を閉鎖、イトーヨーカドーの売り場は1階の食料品、3階の子供服・玩具・文具売場のみに縮小した。これにより2階衣料品売場跡は2022年（令和4年）10月26日、ホームセンターのカインズが出店する事となった。
このほか、国内のイトーヨーカ堂およびアリオモール出店の先駆けとしてドン・キホーテ 小型店がテナントとして2020年（令和2年）11月21日に出店した。
また、ショッピングモールでは数少ないコンビニがテナントとして出店している（セブン-イレブンlingセブンパークアリオ柏店）。同フロアにあるイトーヨーカドーとは一部取り扱い商品が重複するが、コーヒーマシンやホットスナックなどセブン-イレブン独自の商品を取り扱うことによって棲み分けを図っている。

### TOHOシネマズ柏
3階にあるTOHOシネマズの運営によるシネマコンプレックス。9スクリーン、1,470席（車椅子18席）を有する。
スクリーン6には「TCX＆ドルビーアトモス」を導入。2023年2月以前まではスクリーン1に「MediaMation MX4D」を導入していた。
| No. | 座席数 | 車椅子 | サイズ(m) | サイズ(m) | 3D 対応 | 備考      |
| No. | 座席数 | 車椅子 | 縦        | 横        | 3D 対応 | 備考      |
| --- | ------ | ------ | --------- | --------- | ------- | --------- |
| 1   | 135    | 2      | 4.9       | 11.6      | ○       |           |
| 2   | 144    | 2      | 4.9       | 11.6      | ○       |           |
| 3   | 82     | 2      | 3.6       | 8.6       |         |           |
| 4   | 82     | 2      | 3.6       | 8.6       |         |           |
| 5   | 101    | 2      | 3.6       | 8.6       |         |           |
| 6   | 308    | 2      | 7.0       | 16.1      | ○       | TCX/Atmos |
| 7   | 237    | 2      | 7.0       | 16.1      |         |           |
| 8   | 179    | 2      | 4.9       | 11.6      |         |           |
| 9   | 265    | 2      | 4.9       | 11.6      |         |           |

### 閉鎖店舗
- 北原コレクションミュージアム[6]
跡地は、外観をほぼそのまま活かす形で、室内動物園「KABAZOO」を2019年（令和元年）12月6日に開業した[7]。
- 日本旅行サービス（2020年3月撤退）[8]

## 建物の外観

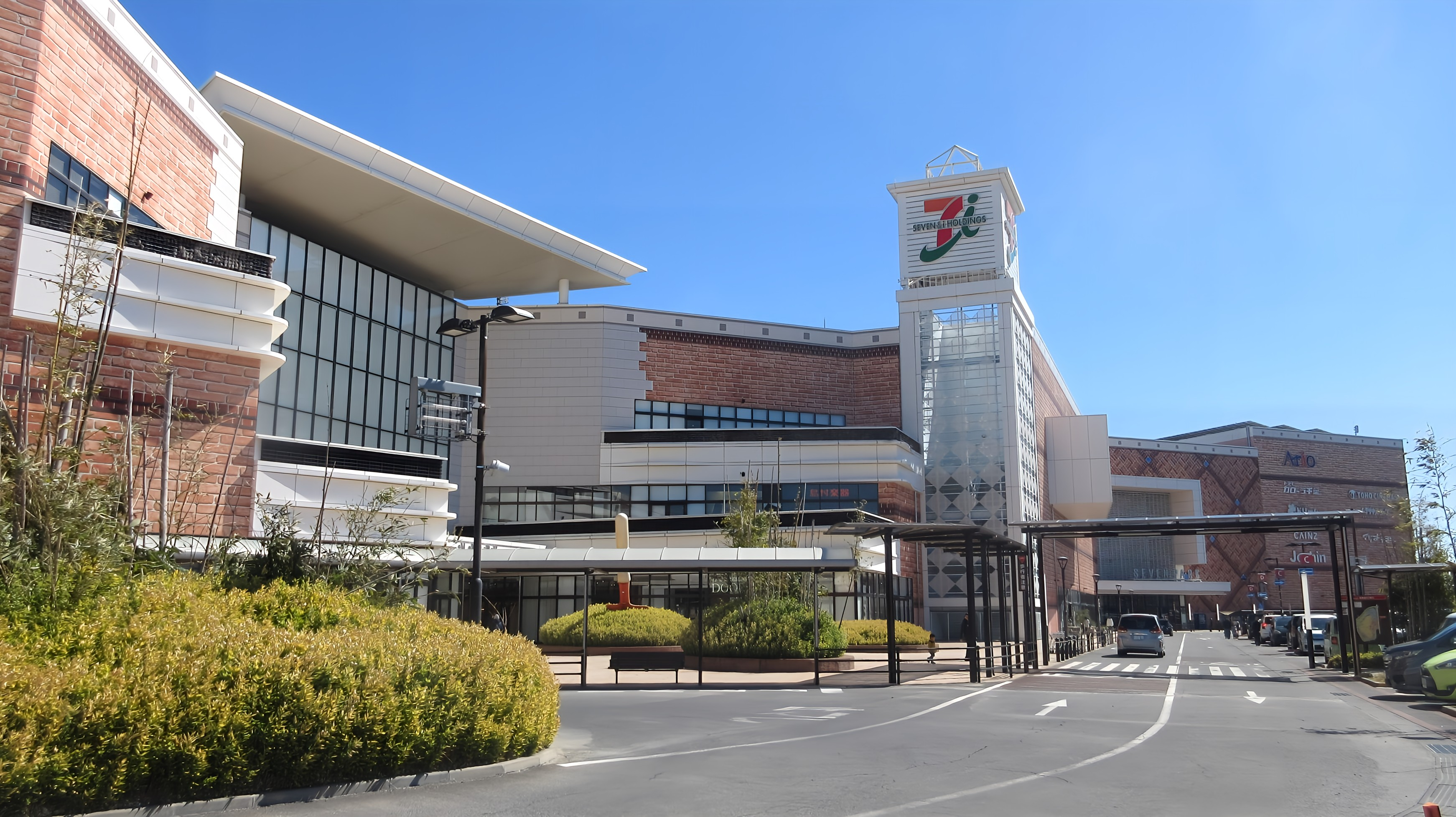
中央口(BIG WONDER入口)
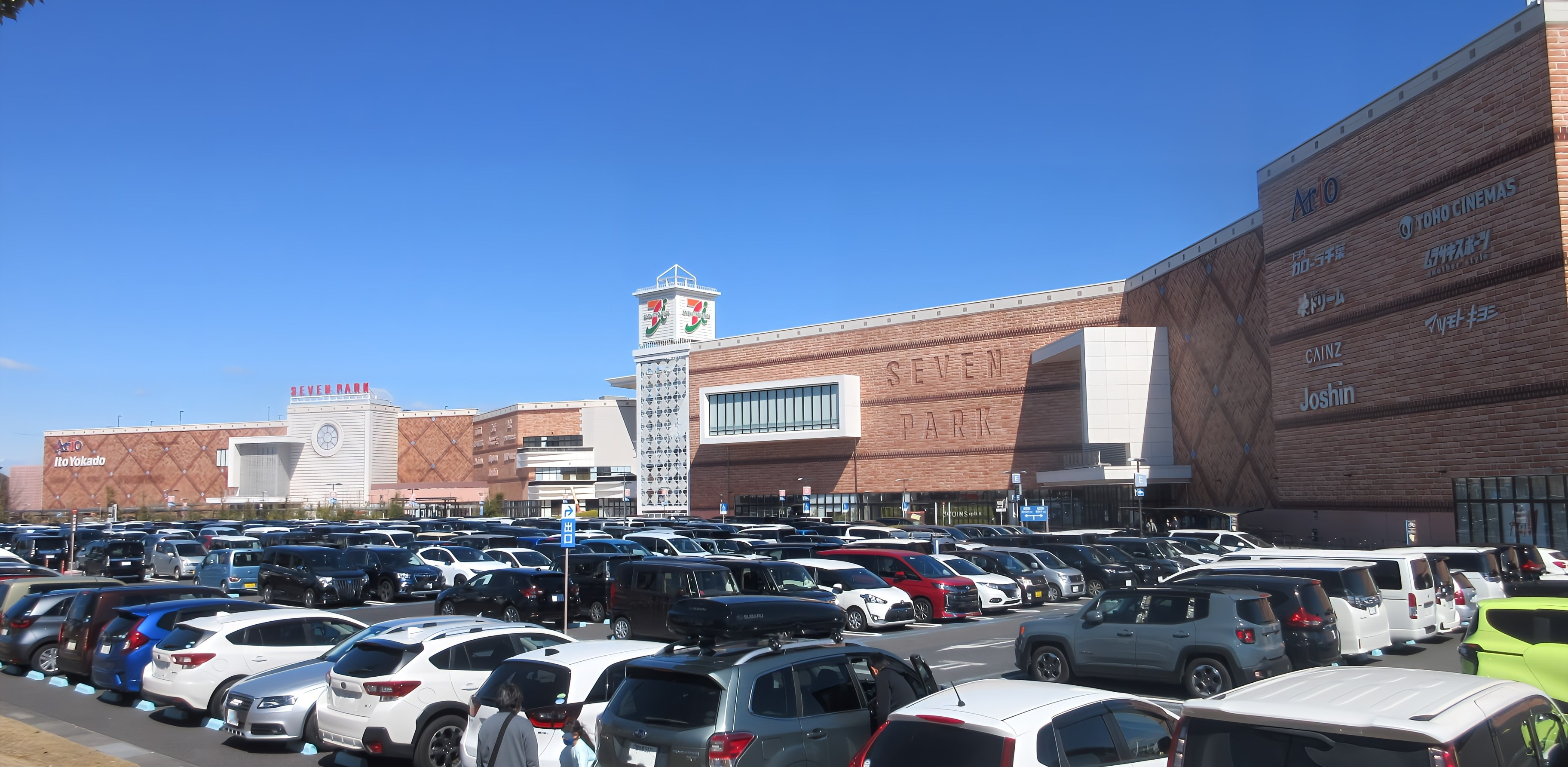
建物全景(国道16号側)

## アクセス
- 我孫子駅北口より無料送迎バスで約25分[2]。

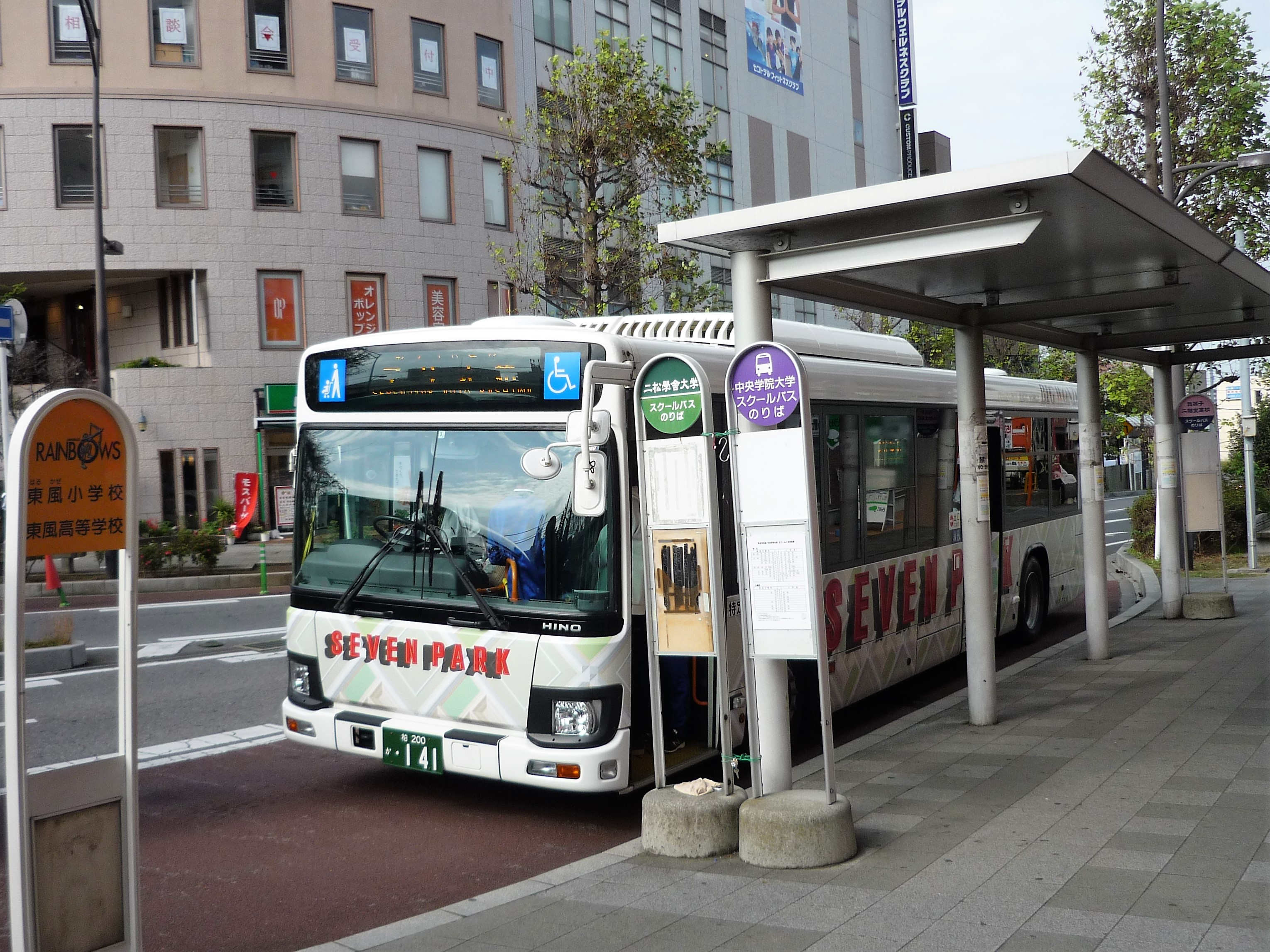
我孫子駅北口に停車中の無料送迎バス

- 柏駅東口より東武バスセントラル 柏31系統で「セブンパークアリオ柏前」（2016年3月21日、「宮後原」から改称[9]）下車。または柏35系統で「アリオ柏スマイルパーク口」下車（ただし、特に土曜休日は本数僅少）。
- 新鎌ヶ谷駅より京成バス千葉セントラル西白井線で「セブンパーク アリオ柏」下車[2][10]。

バス停留所は、当施設内のバスロータリー「セブンパーク アリオ柏」バス停（無料送迎バス、ちばレインボーバス）、国道16号沿いの「セブンパークアリオ柏前」（東武バスセントラル・柏31系統）、スマイルパーク側の「アリオ柏スマイルパーク口」（東武バスセントラル・柏35系統）で分かれている。柏市沼南地区の予約型相乗りタクシー「カシワニクル」の乗降場所も設置されている。